# Jean-Jacques Marcel
Jean-Jacques Marcel (Brignoles, 13 giugno 1931 – Marsiglia, 3 ottobre 2014) è stato un calciatore francese, di ruolo centrocampista.

## Carriera
Giocò nella massima divisione francese con Sochaux, Marsiglia, Tolone e Racing Club Paris. In Nazionale prese parte ai Mondiali del 1958, nei quali la Francia raggiunse il terzo posto, oltre che a quelli del 1954 e agli europei del 1960.